# Drop-point
 (novembre 2023).
Si vous disposez d'ouvrages ou d'articles de référence ou si vous connaissez des sites web de qualité traitant du thème abordé ici, merci de compléter l'article en donnant les références utiles à sa vérifiabilité et en les liant à la section « Notes et références ».

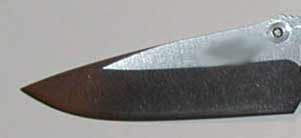
Lame à pointe tombante.

Le drop-point (en français, lame à pointe tombante) est un style de lame de couteau où le dos de la lame s'incline, du manche du couteau à la pointe de la lame. Cela permet au dos de la lame (là où la lame est plus épaisse, et donc plus solide) de continuer vers l'avant jusqu'à la pointe de la lame. De cette façon, la pointe est également alignée avec l'axe central du couteau, éliminant ainsi tout élan lors du coup de couteau.
La courbe sur le dessus d'une lame à pointe tombante est toujours convexe, ce qui la distingue d'une lame clip-point. Le drop-point est une conception courante pour la chasse.

## Voir également
- Clip-point
- Spear-point
- Tantō